# Fredrik Lagerström
Fredrik Lagerström, född 24 september 1874 i Stockholm, död 16 april 1955 i Råsunda, var en svensk målare och tecknare.
Han var son till handlaren Johan Lagerström och Hulda Hedvig Karolina Westin och gift med Marie-Louise Borg. Han var tvillingbror till Gustav Lagerström. Han studerade vid Konstnärsförbundets målarskola i Stockholm 1896 samt under en vistelse i Paris 1911. Han medverkade i ett stort antal samlingsutställningar och var representerad vid konst och industriutställningen i Norrköping 1906 och i Lund 1907 samt med konstnärsgruppen De Frie och Sveriges allmänna konstförening. Separat ställde han ut i bland annat Linköping och på Holmqvists konstsalong i Stockholm. Hans konst består av porträtt, genreartade figurer, interiörer och landskap i olja, pastell, kol eller krita. 